# 沖縄県道250号糸満具志頭線
沖縄県道250号糸満具志頭線（おきなわけんどう250ごう いとまんぐしかみせん）は沖縄県糸満市西崎と島尻郡八重瀬町仲座とを結ぶ一般県道。

## 概要

### 区間
- 起点：糸満市西崎（国道331号（豊見城道路・糸満道路））
- 終点：島尻郡八重瀬町字仲座（国道331号・沖縄県道15号線・沖縄県道54号線）
- 総延長：9.24km（予定）
- 現在供用されている実延長：6.1km（2009年）

### 通過自治体
- 糸満市-島尻郡八重瀬町

### 交差する道路
- 国道331号（起点・終点）
- 沖縄県道256号豊見城糸満線（糸満市兼城）
- 沖縄県道77号糸満与那原線（糸満市照屋、国吉方面のみ開通済）
- 沖縄県道54号線（糸満市糸満 - 終点、糸満市国吉で真壁方面に分岐）
- 沖縄県道7号奥武山米須線（糸満市国吉）
- 国道507号（終点・国道331号と重複）
- 沖縄県道15号線（終点）

### 重複路線
- 沖縄県道54号線（糸満市糸満 - 終点）

### 路線バス
- 81番・西崎向陽高校線（琉球バス交通） 糸満市国吉新垣交差点 - 八重瀬町仲座
- 89番・糸満（高良）線（琉球バス交通・沖縄バス共同運行） 糸満市西崎 - 兼城（西崎経由のみ）
- 107番・南部循環（真壁廻り）線（琉球バス交通） 糸満市国吉→真栄平
- 108番・南部循環（喜屋武廻り）線（琉球バス交通） 糸満市真栄平→国吉

## 歴史・特徴
- 糸満具志頭線となっているが、八重瀬町（旧具志頭村）の区間は終点付近の僅か約100m余りしかなく、ほぼ糸満市内の区間となっている。
- 1953年（昭和28年）に三和村（現糸満市）新垣 - 具志頭村（現八重瀬町）仲座間琉球政府道54号線として指定（指定当時は新垣 - 真栄平の区間のみしか開通していなかった）。のちに糸満町（現糸満市）糸満 - 新垣、国吉 - 真壁の区間も加わり、1972年（昭和47年）の本土復帰と同時に県道54号線となった。
- 1983年（昭和58年）に糸満市西崎 - 兼城間が西崎の埋立て完了に合わせて開通した（当時は糸満市道）。
- 1996年（平成8年）に県道として指定され、糸満市西崎 - 兼城の市道は昇格、糸満市糸満（真謝原団地前） - 具志頭村（現八重瀬町）仲座の県道54号は路線名を一部変更した。県道54号は糸満市国吉で具志頭方面と真壁方面に分かれるため、真壁方面を県道54号線とし、具志頭方面を本路線とした。現在はいずれも県道54号となっているが、今後は具志頭方面を県道250号に変更される。そして糸満市街の渋滞を避けるため、糸満市兼城 - 糸満間に道路を新設することになった。
- 2018年（平成30年）に糸満市照屋（県道77号交点） - 糸満（真謝原団地前県道54号交点）の区間が開通。
- 現在は糸満市兼城交差点 - 照屋の県道77号交点を整備中。全線開通は未定。